# Адальберт Шнайдер
Адальберт Шнайдер (нім. Adalbert Schneider; 10 березня 1904, Галле — 27 травня 1941, Північна Атлантика) — німецький офіцер, фрегаттен-капітан крігсмаріне. Кавалер Лицарського хреста Залізного хреста.

## Біографія
30 березня 1922 року поступив на службу в рейхсмаріне. З 24 серпня 1940 року — 1-й артилерійський офіцер лінкора «Бісмарк». Загинув під час останнього бою корабля від вибуху снаряда, випущеного з важкого крейсера HMS Norfolk (78).

## Звання
- Матрос-єфрейтор (1 квітня 1923)
- Фенріх-цур-зее (1 квітня 1924)
- Лейтенант-цур-зее (1 жовтня 1926)
- Обер-лейтенант-цур-зее (1 липня 1928)
- Капітан-лейтенант (1 жовтня 1934)
- Корветтен-капітан (1 серпня 1938)
- Фрегаттен-капітан (1 травня 1941)

## Нагороди
- Медаль «За вислугу років у Вермахті» 4-го і 3-го класу (12 років) (2 жовтня 1936) — отримав 2 медалі одночасно.
- Орден Заслуг (Угорщина) (20 серпня 1938)
- Залізний хрест
  - 2-го класу (30 липня 1940)
  - 1-го класу
- Нагрудний знак флоту (1941)
- Лицарський хрест Залізного хреста (27 травня 1941)